# Velaux
Velaux település Franciaországban, Bouches-du-Rhône megyében. Lakosainak száma 8827 fő (2022. január 1.). Velaux Aix-en-Provence, Berre-l'Étang, La Fare-les-Oliviers, Rognac, Ventabren és Coudoux községekkel határos.

## Népesség
A település népessége az elmúlt években az alábbi módon változott:
| Lakosok száma | 1690 | 5447 | 7265 | 8221 | 8930 | 8876 | 8689 | 8582 | 8579 | 8827 |
|               | 1968 | 1982 | 1990 | 2006 | 2013 | 2015 | 2017 | 2019 | 2020 | 2022 |